# Roma FM
Roma FM é uma emissora de rádio brasileira sediada em Belém, capital do estado do Pará. Opera no dial FM, na frequência 90,5 MHz, e é de propriedade do Grupo Roma. Seus estúdios estão localizados no bairro Nazaré, e seus transmissores estão na torre da TV Liberal Belém, no mesmo quarteirão.

## História

### Antecedentes
A frequência 90,5 MHz estrou no ar em Belém com o projeto da Rádio O Liberal CBN em 2008, pertencente as Organizações Rômulo Maiorana, que tinha o propósito de ser a primeira emissora de rádio do Pará com o conceito all news. Em janeiro de 2011, foi anunciado que a O Liberal CBN iria sair do FM e dar espaço para uma nova rádio de conteúdo adulto-contemporâneo, a Lib Music FM. A estreia da nova rádio ocorreu em 9 de fevereiro.
Em março de 2018, as empresas das ORM foram divididas com o ex-presidente Rômulo Maiorana Junior, que assumiu a concessão da Lib Music FM (que passou a ser uma web rádio), agora parte do Grupo Roma. Em maio, Rômulo confirmou em editorial o lançamento da Roma FM através da frequência 90,5 MHz, sem dar mais detalhes sobre o projeto. A frequência continuou atuando como Lib Music FM até o final do dia 2 de julho. No dia seguinte, passou a adotar uma programação popular sem nome definido. Os locutores da Lib Music FM foram dispensados.

### FM O Dia Belém (2018-2021)
Em 28 de agosto, contrariando o que havia sido dito pelo grupo, os 90,5 MHz passaram a rodar chamadas de expectativa para a estreia da FM O Dia, rede de rádio popular liderada a partir do Rio de Janeiro. Em 12 de setembro, o Grupo Roma confirmou a estreia da rede em Belém para 27 de setembro. A rádio também ganharia afiliadas em Itaituba e Marabá, substituindo a Rede Liberal FM, e futuramente em Castanhal, substituindo a Rádio Liberal com sua migração AM-FM. Na data prevista, ao meio-dia, entrou no ar a FM O Dia Belém, em evento que contou com a participação de David Brazil e Gominho, locutores da matriz carioca, além de outros convidados.
Porém, devido a um acidente de carro, envolvendo Giovanni Maiorana, filho do dono do Grupo Roma, Romulo Maiorana Junior, as afiliadas foram apresentadas para a rede somente no dia 15 de outubro, às 13h, no programa Vibes e Tal. No dia 17 de novembro, a FM O Dia estreou em Castanhal pela frequência 1330 KHz em AM, iniciando os preparativos de sua migração para os 92,3 MHz em FM.

### Roma FM (2021-presente)
Em 25 de fevereiro de 2021, foi anunciado que as emissoras da FM O Dia no Pará deixariam a rede e passariam a transmitir como Roma FM, a mudança aconteceu em 3 de março.